# Франц Биндер
Франц „Бимбо“ Биндер (на немски: Franz „Bimbo“ Binder) е австрийски футболист, роден на 1 декември 1911 в Санкт Пьолтен; умира на 24 април 1989 във Виена.
Биндер, или Бимбо, както го наричат във Виена, е отличен спортист, който дълго е раздвоен между бокса, леката атлетика и футбола. Рапид обаче слага край на колебанията му, предлагайки му договор и 150 шилинга заплата. Доста добра оферта за 19-годишно момче, като се има предвид, че по същото време най-добре платеният играч на клуба Пепи Бицан получава 300 шилинга.
Биндер вкарва 1006 гола в 726 официални мача изиграни в кариерата му. На 30 април 1939 г. в Мюнхен чупи напречната греда с шут, а снимката, на която позира със строшения дирек, добива особена популярност. Вкарва 11 гола в 14 мача за националния отбор на Австрия и 10 гола в 9 мача за Германия. Втората световна война обаче не му позволява да получи адекватно международно признание за таланта.
Биндер продължава да играе и след войната, записвайки още 5 мача и 5 гола за Австрия. В края на кариерата се изтегля в центъра като плеймейкър.

## Успехи
Отборни:
Австрия:
- Шампион на Австрия (6): 1935, 1938, 1940, 1941, 1946, 1948
- Носител на Купата на Австрия (1): 1946

Германия:
- Шампион на Германия (1): 1941
  -  Носител на Купата на Германия (1): 1938

Индивидуални:
- Футболист №1 на Австрия (3): 1946, 1948, 1949
- Голмайстор на Австрия (6): 1933(25), 1937(29), 1938(22), 1939(27), 1940(18), 1941(27)
- 3-то място сред най-резултатните играчи в шампионата на Австрии за всички времена: 267 гола
- Hай-добър голмайстор в историята на „Рапид“: 399 гола
- Hай-добър голмайстор за „Рапид“ в един сезон: 50 гола

## Успехи като треньор
- Шампион на Австрия (2): 1951, 1964
- Носител на Купата на Австрия (1): 1976
- Носител на Купа Митропа (1): 1951